# Bezirk Kulm
| Sitze im Grossen Rat (2025–2028)                                         |
| Insgesamt 9 Sitze - Grüne: 1 - SP: 1 - EVP: 1 - FDP: 1 - SVP: 4 - EDU: 1 |

Einwohnerzahl

Der Bezirk Kulm ist ein Bezirk des Kantons Aargau in der Schweiz, der aus der Gegend westlich des Hallwilersees, dem Wynental und einem Teil des Suhrentals besteht. Der Bezirk umfasst 16 Einwohnergemeinden, die bevölkerungsreichste ist Reinach (AG).

## Einwohnergemeinden
| Wappen         | Name der Gemeinde | Einwohner (31. Dezember 2023) | Fläche in km² | Einw. pro km² |
| -------------- | ----------------- | ----------------------------- | ------------- | ------------- |
| Beinwil am See | Beinwil am See    | 3601                          | 3,82          | 943           |
| Birrwil        | Birrwil           | 1389                          | 3,41          | 407           |
| Dürrenäsch     | Dürrenäsch        | 1373                          | 5,91          | 232           |
| Gontenschwil   | Gontenschwil      | 2182                          | 9,74          | 224           |
| Holziken       | Holziken          | 1742                          | 2,86          | 609           |
| Leimbach       | Leimbach (AG)     | 533                           | 1,15          | 463           |
| Leutwil        | Leutwil           | 752                           | 3,75          | 201           |
| Menziken       | Menziken          | 8400                          | 7,32          | 1148          |
| Oberkulm       | Oberkulm          | 2999                          | 9,41          | 319           |
| Reinach        | Reinach (AG)      | 9499                          | 9,47          | 1003          |
| Schlossrued    | Schlossrued       | 873                           | 7,25          | 120           |
| Schmiedrued    | Schmiedrued       | 1152                          | 8,65          | 133           |
| Schöftland     | Schöftland        | 4555                          | 6,28          | 725           |
| Teufenthal     | Teufenthal (AG)   | 1748                          | 3,57          | 490           |
| Unterkulm      | Unterkulm         | 3600                          | 8,88          | 405           |
| Zetzwil        | Zetzwil           | 1394                          | 5,80          | 240           |
| Total (16)     | Total (16)        | 45'792                        | 97,27         | 471           |

Die Landfläche des Bezirks Kulm beträgt 97,27 km². Nicht eingerechnet sind Seeflächen, also Anteile am Hallwilersee (total 8,69 km²).

## Veränderungen im Gemeindebestand

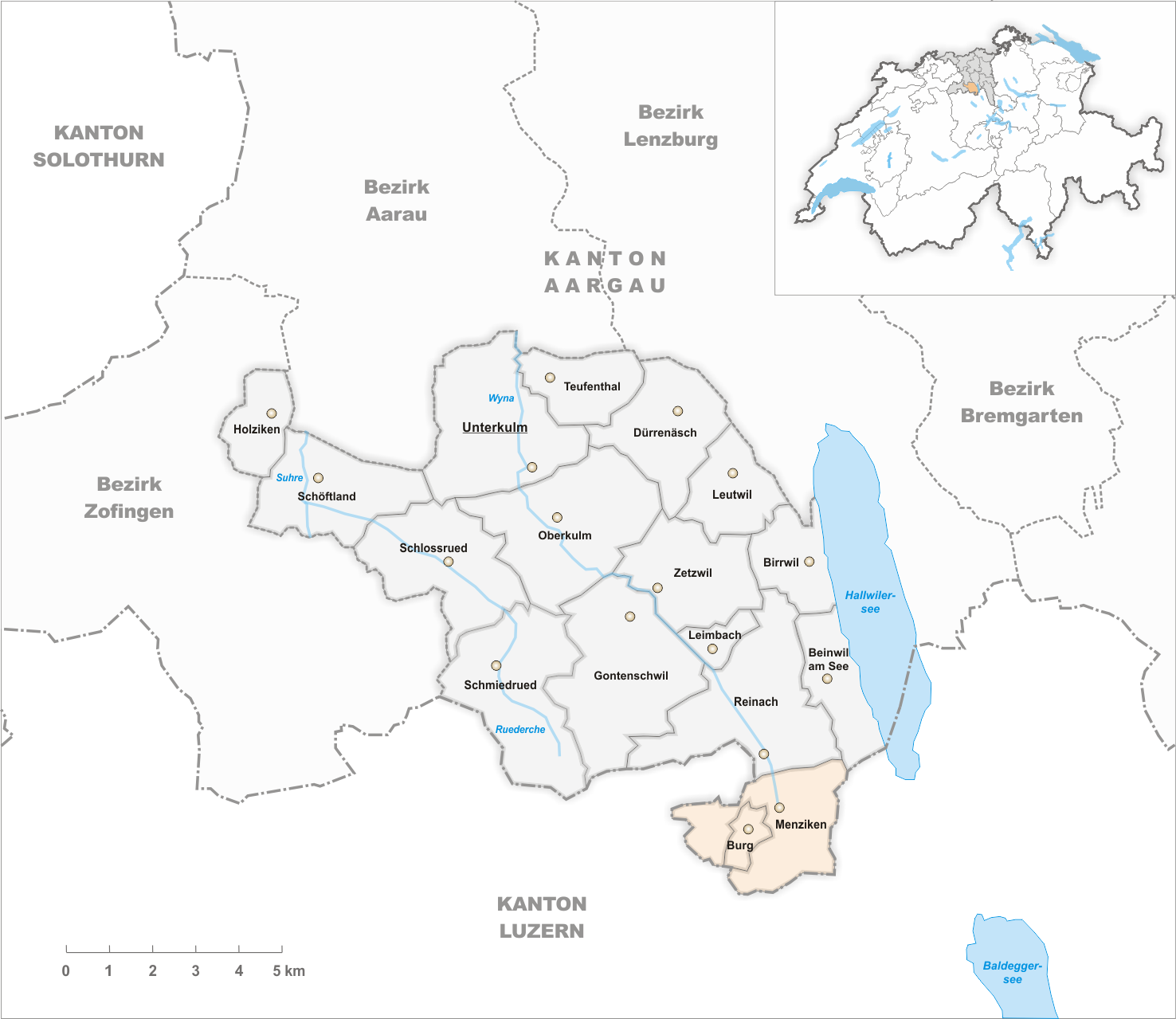
Gemeinden bis 2022

- 1816: Abspaltung von Rued → Schlossrued und Schmiedrued
- 2023: Fusion Burg und Menziken → Menziken

## Ortschaften
| PLZ | Name der Ortschaft | Gemeinde    |
| --- | ------------------ | ----------- |
|     | Schiltwald         | Schmiedrued |
|     | Walde              | Schmiedrued |